# Paul Durand-Ruel
Pour les articles homonymes, voir Paul Durand, Durand et Ruel.
Paul Durand-Ruel, né le 31 octobre 1831 dans l'ancien 11e arrondissement de Paris et mort le 5 février 1922 dans le 8e arrondissement de Paris, est un marchand d'art français.
Il a été un entrepreneur exceptionnel, promouvant les artistes issus de l'École de Barbizon et du mouvement impressionniste et établissant un réseau de galeries à Paris, Londres, Bruxelles et New York, y organisant de nombreuses expositions.

## Biographie
Paul Durand-Ruel, né le 31 octobre 1831 au no 174 de la rue Saint-Jacques à Paris, est le fils de Jean-Marie-Fortuné Durand et de Marie-Ferdinande Ruel, elle-même fille d'un notaire royal de Provence. Il est issu d'une famille d'ancienne bourgeoisie. La mère apporte dans sa dot un commerce de papeterie et articles divers (pinceaux, aquarelles, encadrements, chevalets),.
Jean-Marie-Fortuné Durand, issu d'une famille de propriétaires-vignerons établis à Solers au XVIIIe siècle, est marchand de fournitures d'artistes avant de devenir marchand d'art. En mars 1849, son fils Paul passe son examen du baccalauréat et réussit le concours d'entrée de l'École militaire de Saint-Cyr, se destinant à une carrière militaire, mais une grave maladie l'oblige à renoncer à cette école et à rester avec ses parents pour les seconder. Fournissant des articles pour les artistes, ces derniers souvent désargentés lui laissent en garantie leurs tableaux. En 1865, il reprend les rênes de l'entreprise familiale qui représente notamment Corot et l'École de Barbizon. Il achète les toiles de Théodore Rousseau, Albert Charpin, ou encore Jean-François Millet, dont plusieurs avaient été déposées à la galerie durant les années de vaches maigres qui avaient suivi la révolution de 1848. 
Au cours des années 1860 et au début des années 1870, Paul se montre un défenseur brillant et un excellent marchand de cette école. Il se tisse rapidement un réseau de relations avec un groupe de peintres qui se feront connaître sous le nom d'impressionnistes.
Il épouse le 4 janvier 1862 Jeanne-Marie-Eva Lafon (1841-1871), fille d'un horloger de Périgueux et nièce du peintre Jacques-Émile Lafon, avec laquelle il aura cinq enfants, Joseph, Charles, Georges, Marie-Thérèse et Jeanne,.
En 1867, tout en conservant la rue Le Peletier, Paul installe la galerie Durand-Ruel 16 rue Laffitte (juste à côté de celle de Beugniet) rue des experts et des marchands de tableaux et qui va rester jusqu'à la Première Guerre mondiale un des centres du marché de l'art. En janvier 1869, dans le but de soutenir l'avant-garde de la peinture française, il fonde La Revue internationale de l'art et de la curiosité dont il confie la direction à Ernest Feydeau. Dès 1870, séduit par Monet et Camille Pissarro, il reconnaît le potentiel artistique et commercial des impressionnistes. Il achète plusieurs de leurs tableaux, souvent par lots et non à l'unité, demande l'exclusivité avec certaines peintres et rachète quelquefois ses propres tableaux pour faire monter leur valeur, innovations introduites par lui dans le marché de l'art. 
Sa première exposition d'importance se tient en 1872, toujours à Londres. Il organise ensuite des expositions impressionnistes dans ses galeries parisienne, londonienne et bruxelloise, et plus tard à New York.

## Le marchand d'art
Pendant la Guerre franco-allemande de 1870, Durand-Ruel quitte Paris avec ses tableaux pour se réfugier à Londres, où, par l’intermédiaire de Charles-François Daubigny, il fait la connaissance de Monet puis de Pissarro. En décembre 1870, il ouvre la première d'une série de dix expositions annuelles de la Society of French Artists dans sa nouvelle galerie londonienne, installée au 168 New Bond Street, confiant plus tard la direction de cette galerie à Charles Deschamps, neveu d'Ernest Gambart . De retour en France, il rencontre, en janvier 1872, Alfred Sisley par l'intermédiaire de Monet et Pissarro. En mars de la même année, il rencontre Auguste Renoir. Au moment de son retour, l'une de ses premières expositions parisiennes est celle de la suite Binant, inaugurée en novembre 1871 rue Le Peletier, et qui présente trente-six toiles de scènes tirées de la vie civile et militaire durant le siège de Paris. Pour Renoir, « Durand était un vieux chouan tout dévoué au comte de Chambord qu’il allait voir en Hollande […] » et dont il était le représentant dans les années 1870 ; « [or] il nous fallait un réactionnaire pour défendre notre peinture que les salonnards disaient révolutionnaire. Lui au moins ne risquait pas de se faire fusiller comme communard. »
Vers 1880, Paul Durand-Ruel conseille à Auguste Renoir et Camille Pissarro de varier leur production face à un marché de l'art en difficulté. Pissarro ajoute des peintures de genre à son répertoire paysager, et ses scènes de la vie paysanne reflètent l’abandon généralisé par les impressionnistes des sujets ouvertement contemporains.
Au cours des trois dernières décennies du XIXe siècle, n'hésitant pas à lourdement s'endetter, Paul Durand-Ruel devient l'un des plus célèbres marchands français, de même que le principal soutien moral et financier des impressionnistes de par le monde. Alors qu'il se trouve dans une situation financière critique, la banque de l'Union générale va soutenir le marchand et lui permettre ainsi de continuer sa politique d'achat auprès des artistes en qui il croit. Cependant l'Union générale fait faillite en 1882 et, à la suite du krach de la banque, Paul Durand-Ruel est mis en demeure de rembourser ses créanciers. Ne pouvant plus subvenir aux besoins de « ses » peintres, il est contraint de vendre à bas prix son stock de toiles de l'École de Barbizon, ainsi que certains tableaux impressionnistes.
En 1876, il organise la deuxième exposition du groupe des peintres impressionnistes dans ses locaux, 11 rue Le Peletier, et en 1882, il participe également à l'organisation de la septième exposition du groupe. Mais ses expositions impressionnistes sont un échec, la vente des toiles montrant initialement le désintérêt de l'État et des marchands pour les œuvres impressionnistes (la vente d'Impression, soleil levant est révélatrice à cet égard). Monet et Pissarro décident de le quitter au profit de son concurrent Georges Petit. Il se tourne alors vers le marché américain, en pleine croissance économique et qui se montre plus réceptif, comme le lui a suggéré l'artiste Mary Cassatt. Il y organise une première exposition à Boston en 1883.
Grâce à un Américain, James F. Sutton (l'un des directeurs de l'American Art Association), son exposition de 300 toiles, en grande partie impressionnistes, en avril 1886 à New York, Works in Oil and Pastel by the Impressionists of Paris est un succès et la première reconnaissance officielle des impressionnistes. Exempté de droits de douane la première année, il ouvre une galerie à New York en 1887 pour y conserver ses toiles. Grâce à son succès aux États-Unis, les œuvres des artistes impressionnistes vont progressivement être appréciées en France, en Allemagne et dans le reste de l'Europe. À partir de 1890, l'activité de la galerie parisienne de Paul Durand-Ruel reprend, le travail de Renoir et de Pissarro commence à être estimé et l'artiste Claude Monet est de plus en plus reconnu.
Début 1892, il organise une grande exposition de l'œuvre de Camille Pissarro, mais les scènes de la vie à la campagne sur lesquelles travaille Pissarro à l'époque, sont considérées comme une attaque choquante contre le goût du public. Durand-Ruel pense que ce ne sont pas les tableaux qui intéressent les acheteurs et lui laisse même entendre qu'il devrait changer de tactique. Malgré ce tollé, cette exposition marque un tournant pour Pissarro, car c'est la première dans laquelle tous ses tableaux sont vendus. Cela montre que, malgré les réticences de Durand-Ruel, le public était prêt pour cette vision nouvelle, colorée mais sans faille.
En 1905, Paul Durand-Ruel organise une très grande exposition à Londres, aux Grafton Galleries, avec plus de 300 tableaux. C'est sans doute l'exposition impressionniste la plus exceptionnelle du siècle.

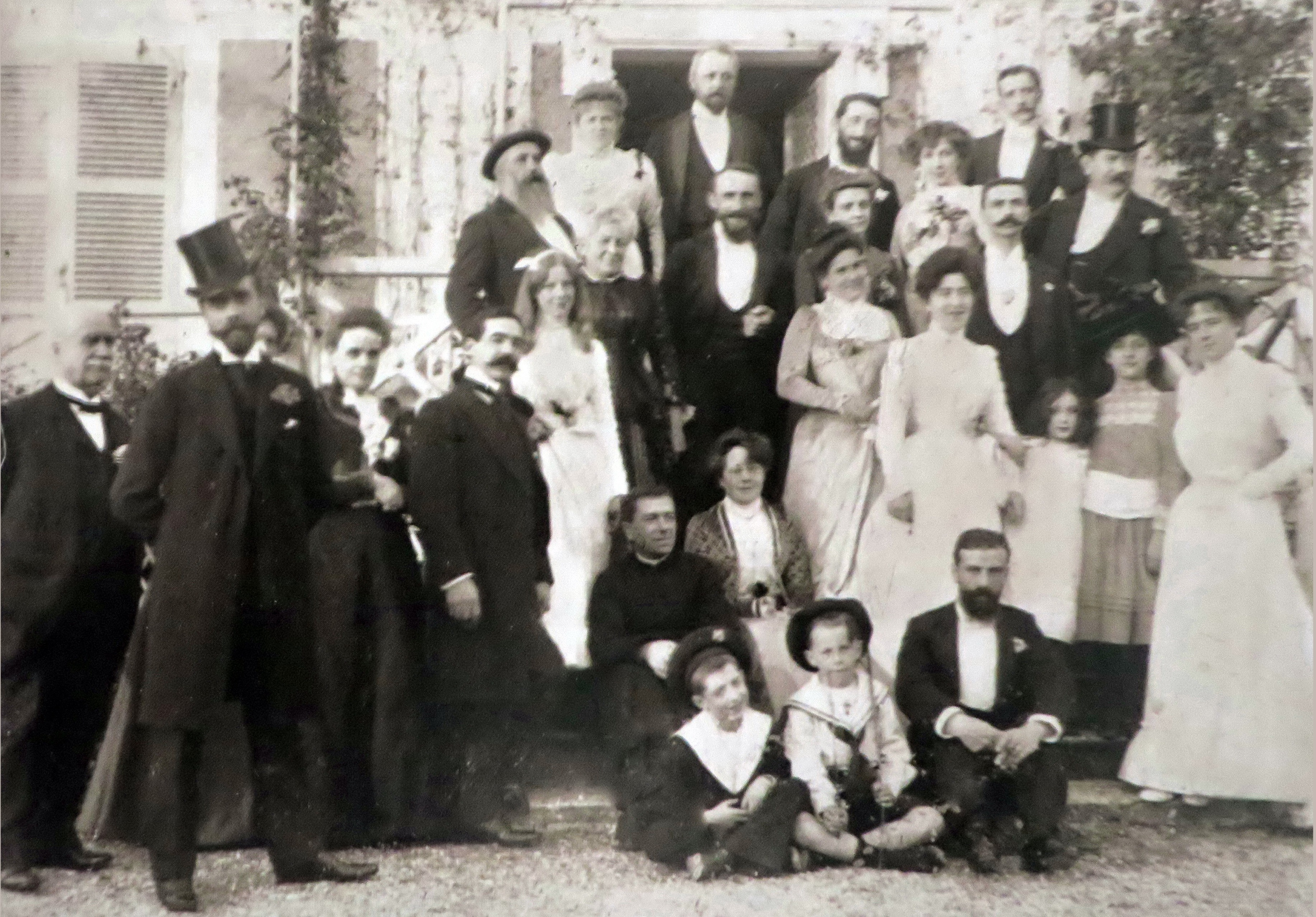
La famille Monet-Hoschedé fête le mariage de Marthe Hoschedé et de Théodore Butler. Monet est sur les marches à gauche. Le fils d'Alfred Sisley, Pierre, est assis par terre à droite ; sa sœur Jeanne Sisley est debout derrière lui ; Paul Durand-Ruel à l'extrême-gauche ; Giverny, 31 octobre 1900.

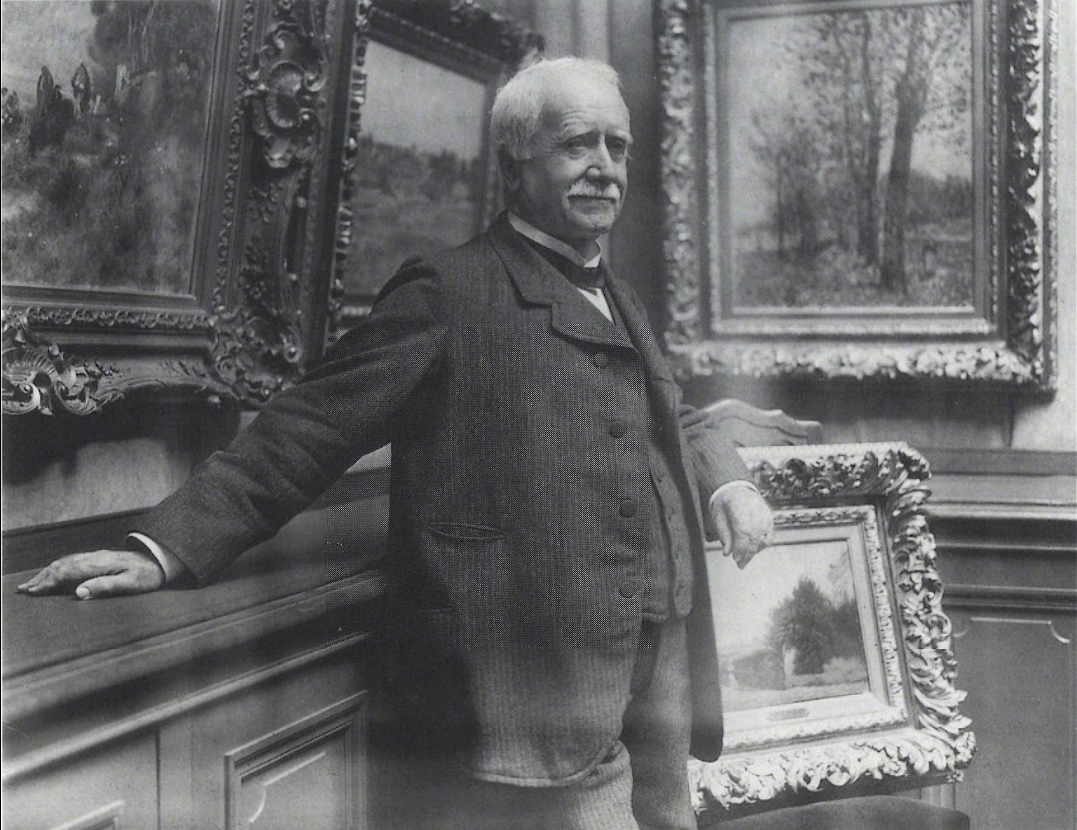
Paul Durand-Ruel dans sa galerie, Galerie Durand-Ruel (Paris), 1910, photographie de Dornac. Paris, Archives Durand-Ruel.

Entre 1891 et 1922, l'année de sa mort, Paul Durand-Ruel achète une quantité incroyable de tableaux, soit près de 12 000 œuvres dont plus de 1 000 Monet, 1 500 Renoir, 400 Degas, 400 Sisley 800 Pissarro, 200 Manet, 400 Mary Cassatt.
Georges Clemenceau, grand ami de Claude Monet, dira de lui : « De quels tourments Durand-Ruel sauva Monet en lui permettant d'être et de demeurer lui-même à travers toutes les entreprises de médiocrités. Grâces lui soient rendues !  ».
À la fin de sa vie, Durand-Ruel écrit dans ses Mémoires : « Enfin les maîtres impressionnistes triomphaient comme avaient triomphé ceux de 1830. Ma folie avait été sagesse. Dire que si j'étais mort à soixante ans, je mourais criblé de dettes et insolvable, parmi des trésors méconnus… ». En 1920, il est nommé chevalier de la Légion d'honneur. Il meurt le 5 février 1922 dans son appartement au 35, rue de Rome à Paris.
Il repose au cimetière de Montmartre, 9e division à Paris.
Son activité est aussi celle d'un marchand traditionnel, profitant de l'émergence de la demande américaine pour écouler outre-atlantique des œuvres de l'art classique européen. En 1904, l’Assomption de la Vierge du Greco et Les Majas au balcon de Goya, aujourd'hui à l'Art Institute of Chicago et au Metropolitan Museum of Art, sont acquis par lui, à Madrid, auprès de membres de la famille royale espagnole, et revendus pour 17 000 et 50 000 dollars au collectionneur Henry Osborne Havemeyer,.

### Un capitaliste visionnaire
Il impose ainsi au marché de l’art une dynamique nouvelle. En s’endettant et en anticipant sur la demande, il rompt totalement avec les pratiques des anciens marchands. Il base en effet sa philosophie de marchand sur quelques principes clefs, extrêmement novateurs :
1. Protéger l'art avant tout ;
2. L'exclusivité du travail des artistes ;
3. Des expositions individuelles ;
4. Un réseau de galeries internationales ;
5. L'accès gratuit aux galeries, ainsi qu'à son appartement ;
6. Promouvoir le travail des artistes par le biais de la presse ;
7. Associer le monde de l'art à celui des finances.

L'art devient une valeur marchande presque comme une autre, soumise aux aléas de la vie économique. Grâce au crédit dont il jouit auprès de riches financiers, Durand-Ruel peut continuer à soutenir « ses » artistes financièrement, notamment en achetant les œuvres des artistes aussi bien dans leur studio, chez des amis ou collègues chez qui les artistes ont mis leurs œuvres en dépôt, ou en ventes aux enchères publiques.

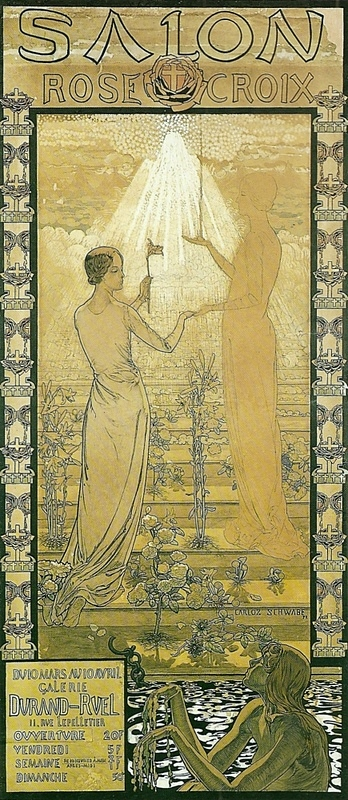
Affiche de Carlos Schwabe pour le premier salon de la Rose-Croix à la galerie Durand-Ruel, 11 rue Le Peletier à Paris, en 1892.

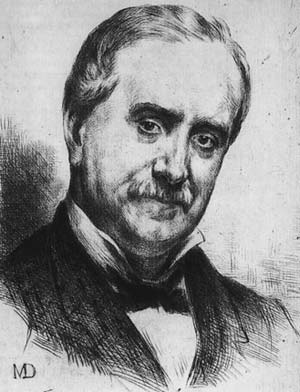
Marcellin Desboutin, Paul Durand-Ruel.

## Distinction
- Chevalier de la Légion d'honneur (1920)

## Expositions
- Du 9 octobre 2014 au 8 février 2015, au musée du Luxembourg, Paris :  Paul Durand-Ruel, le pari de l'impressionnisme, Manet, Monet, Renoir…. L'exposition est organisée par la Réunion des musées nationaux - Grand Palais en collaboration avec le musée d’Orsay en France, la National Gallery à Londres et le Philadelphia Museum of Art aux États-Unis[37].
- Du 4 mars au 31 mai 2015, exposition présentée à la National Gallery à Londres
- Du 18 juin au 13 septembre 2015 au Philadelphia Museum of Art, USA

## Iconographie
- Marcellin Desboutin, Paul Durand-Ruel, 1882, dessin
- Dornac, Paul Durand-Ruel dans sa galerie, 1910, photographie, Paris, Archives Durand-Ruel
- Pierre-Auguste Renoir, Paul Durand-Ruel, 1910, huile sur toile, Paris, Archives Durand-Ruel
- Hugues Merle, Paul Durand-Ruel, 1866, huile sur toile, Paris, Archives Durand-Ruel

### Sources et bibliographie
- Lionello Venturi, Les Archives de l'Impressionnisme, Durand-Ruel, Paris-New York, 1939 ;
- (en) John Rewald, The History of Impressionism, The Museum of Modern Art, New York, 1946  (ISBN 0870703692) ;
- Pierre Assouline, Grâces lui soient rendues : Paul Durand-Ruel, le marchand des impressionnistes (Paris, Plon, 2002)  (ISBN 978-2259193023) ;
- Claire Durand-Ruel Snollaerts, Paul Durand-Ruel. Marchand des impressionnistes (Paris, Gallimard, 2014)  (ISBN 978-2-07-014694-9) ;
- Collectif : (Pierre Assouline, Caroline Le Got, Laure-Caroline Semmer, Bertrand Tillier), Paul Durand-Ruel le pari de l'impressionnisme, Manet, Monet, Renoir… (Beaux Arts magazine, n° hors-série, Paris, 2014 catalogue de l'exposition éponyme au musée du Luxembourg) ;
- « Paul Durand-Ruel. Le pari de l'impressionnisme », L'Estampille - L'Objet d'art, no 81 hors-série,‎ octobre 2014 (ISSN 0998-8041)
- Paul-Louis et Flavie Durand-Ruel, Paul Durand-Ruel (1831-1922), Mémoires du marchand des Impressionnistes,  (Flammarion, 2014) ; (en français & en anglais)  (ISBN 978-2-0813-2998-0) &  (ISBN 978-2-08-020171-3)

- Florence Gentner, L'Impressionnisme, dans l'intimité de Durand-Ruel (Éditions du Chêne, 2014) ;
- Thomas Schlesser et Bertrand Tillier, Le Roman vrai de l'Impressionnisme (Beaux-Arts Éditions, 2010) ;
- Laure-Caroline Semmer, Les Œuvres clés de l'Impressionnisme (Larousse, 2010) ;
- Caroline Durand-Ruel Godfroy (édition établie par), Correspondance de Renoir et Paul Durand-Ruel (La Bibliothèque des Arts, 1995).
- Sylvie Patry, Paul Durand-Ruel - Le pari de l'impressionnisme, cat. expo., Paris, Musée du Luxembourg, (9 octobre 2014 au 8 février 2015), Paris, Réunion des musées nationaux - Grand Palais, 2014.